# Etzling
Etzling (fràncic lorenès Ezlinge) és un municipi francès situat al departament del Mosel·la i a la regió del Gran Est. L'any 2007 tenia 1.173 habitants.

## Demografia

### Població
El 2007 la població de fet d'Etzling era de 1.173 persones. Hi havia 462 famílies, de les quals 91 eren unipersonals (33 homes vivint sols i 58 dones vivint soles), 196 parelles sense fills, 150 parelles amb fills i 25 famílies monoparentals amb fills.
La població ha evolucionat segons el següent gràfic:
Habitants censats

### Habitatges
El 2007 hi havia 509 habitatges, 477 eren l'habitatge principal de la família, 2 eren segones residències i 30 estaven desocupats. 440 eren cases i 68 eren apartaments. Dels 477 habitatges principals, 408 estaven ocupats pels seus propietaris, 42 estaven llogats i ocupats pels llogaters i 27 estaven cedits a títol gratuït; 4 tenien una cambra, 12 en tenien dues, 37 en tenien tres, 93 en tenien quatre i 330 en tenien cinc o més. 457 habitatges disposaven pel capbaix d'una plaça de pàrquing. A 179 habitatges hi havia un automòbil i a 259 n'hi havia dos o més.

### Piràmide de població
La piràmide de població per edats i sexe el 2009 era:
| Homes | Edats   | Dones |
| ----- | ------- | ----- |
| 0     | 95 o +  | 0     |
| 0     | 90 a 94 | 4     |
| 0     | 85 a 89 | 8     |
| 0     | 80 a 84 | 4     |
| 12    | 75 a 79 | 12    |
| 16    | 70 a 74 | 24    |
| 24    | 65 a 69 | 32    |
| 48    | 60 a 64 | 36    |
| 28    | 55 a 59 | 40    |
| 52    | 50 a 54 | 44    |
| 28    | 45 a 49 | 24    |
| 64    | 40 a 44 | 64    |
| 60    | 35 a 39 | 48    |
| 40    | 30 a 34 | 60    |
| 28    | 25 a 29 | 52    |
| 24    | 20 a 24 | 16    |
| 52    | 15 a 19 | 32    |
| 64    | 10 a 14 | 24    |
| 20    | 5 a 9   | 44    |
| 36    | 0 a 4   | 28    |

## Economia
El 2007 la població en edat de treballar era de 821 persones, 577 eren actives i 244 eren inactives. De les 577 persones actives 531 estaven ocupades (288 homes i 243 dones) i 47 estaven aturades (23 homes i 24 dones). De les 244 persones inactives 99 estaven jubilades, 53 estaven estudiant i 92 estaven classificades com a «altres inactius».

### Ingressos
El 2009 a Etzling hi havia 435 unitats fiscals que integraven 1.119 persones, la mediana anual d'ingressos fiscals per persona era de 21.239 €.

### Activitats econòmiques
Dels 31 establiments que hi havia el 2007, 1 era d'una empresa de fabricació d'altres productes industrials, 7 d'empreses de construcció, 9 d'empreses de comerç i reparació d'automòbils, 1 d'una empresa d'hostatgeria i restauració, 1 d'una empresa d'informació i comunicació, 3 d'empreses financeres, 1 d'una empresa immobiliària, 4 d'empreses de serveis, 2 d'entitats de l'administració pública i 2 d'empreses classificades com a «altres activitats de serveis».
Dels 11 establiments de servei als particulars que hi havia el 2009, 1 era una oficina bancària, 2 tallers de reparació d'automòbils i de material agrícola, 3 paletes, 1 guixaire pintor, 1 lampisteria, 1 empresa de construcció, 1 restaurant i 1 saló de bellesa.
L'únic establiment comercial que hi havia el 2009 era una botiga d'equipament de la llar.
L'any 2000 a Etzling hi havia 3 explotacions agrícoles.

## Equipaments sanitaris i escolars
El 2009 hi havia una escola elemental.

## Poblacions més properes
El següent diagrama mostra les poblacions més properes.